# مصاحبه با خون‌آشام
مصاحبه با خون آشام (به انگلیسی: Interview with the Vampire) رمان اثر آن رایس نویسنده آمریکایی است که در ۱۲آوریل ۱۹۷۶ منشتر شده است.در این کتاب یک خون‌آشام داستان زندگی‌اش را برای روزنامه‌نگاری تعریف می‌کند.
از روی این رمان فیلمی با همین نام ساخته شده است.